# یانتسن دریک
یانتسن دریک (انگلیسی: Jantzen Derrick؛ زادهٔ ۱۰ ژانویهٔ ۱۹۴۳) بازیکن فوتبال اهل بریتانیا است.
از باشگاه‌هایی که در آن بازی کرده‌است می‌توان به باشگاه فوتبال پاری سن ژرمن، باشگاه فوتبال منزفیلد تاون، باشگاه فوتبال بریستول سیتی، و باشگاه فوتبال بث سیتی اشاره کرد.